# إلين يوهانسون
إلين يوهانسون هي لاعبة كرة قدم سويدية، ولدت في 28 أبريل 1992. لعبت مع Sunnanå SK ‏.

## وصلات خارجية
- إلين يوهانسون على موقع اتحاد السويد (السويدية)
- إلين يوهانسون على موقع قاعدة بيانات كرة القدم.إي يو (الإنجليزية)
- إلين يوهانسون على موقع Soccerway.com (الإنجليزية)